# Virgen de Regla

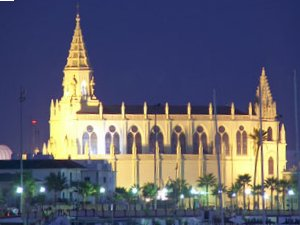
Santuario de Nuestra Señora de Regla, en Chipiona.

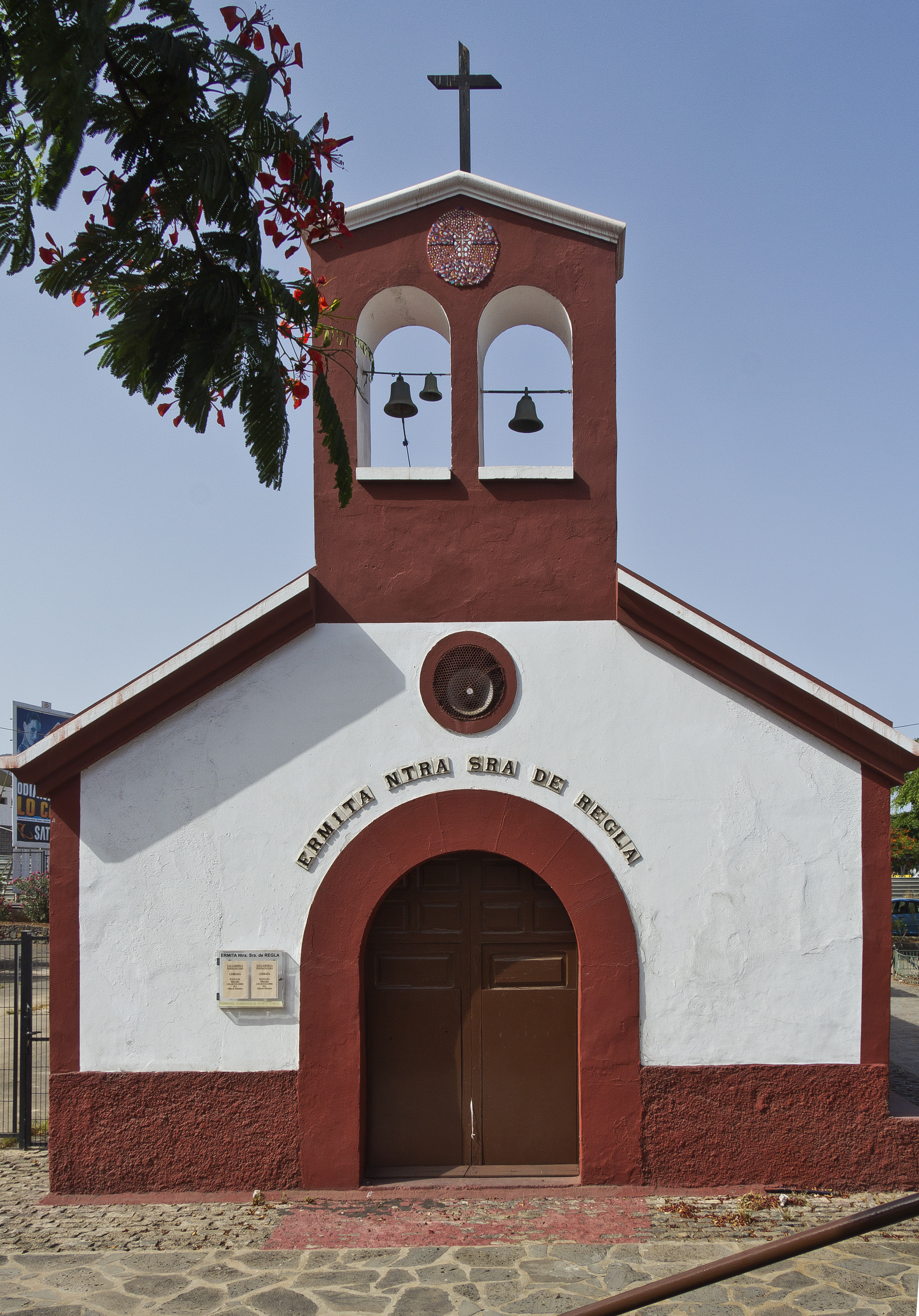
Ermita de Regla de Santa Cruz de Tenerife.

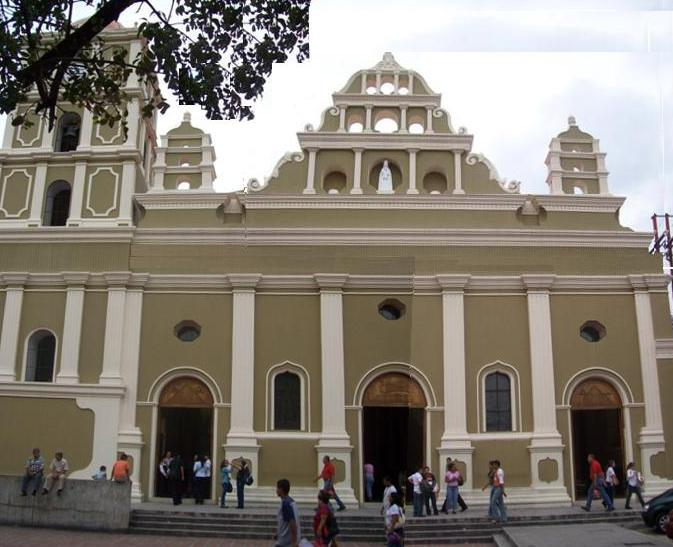
Santuario diocesano de Nuestra Señora de Regla, en Tovar, Venezuela.

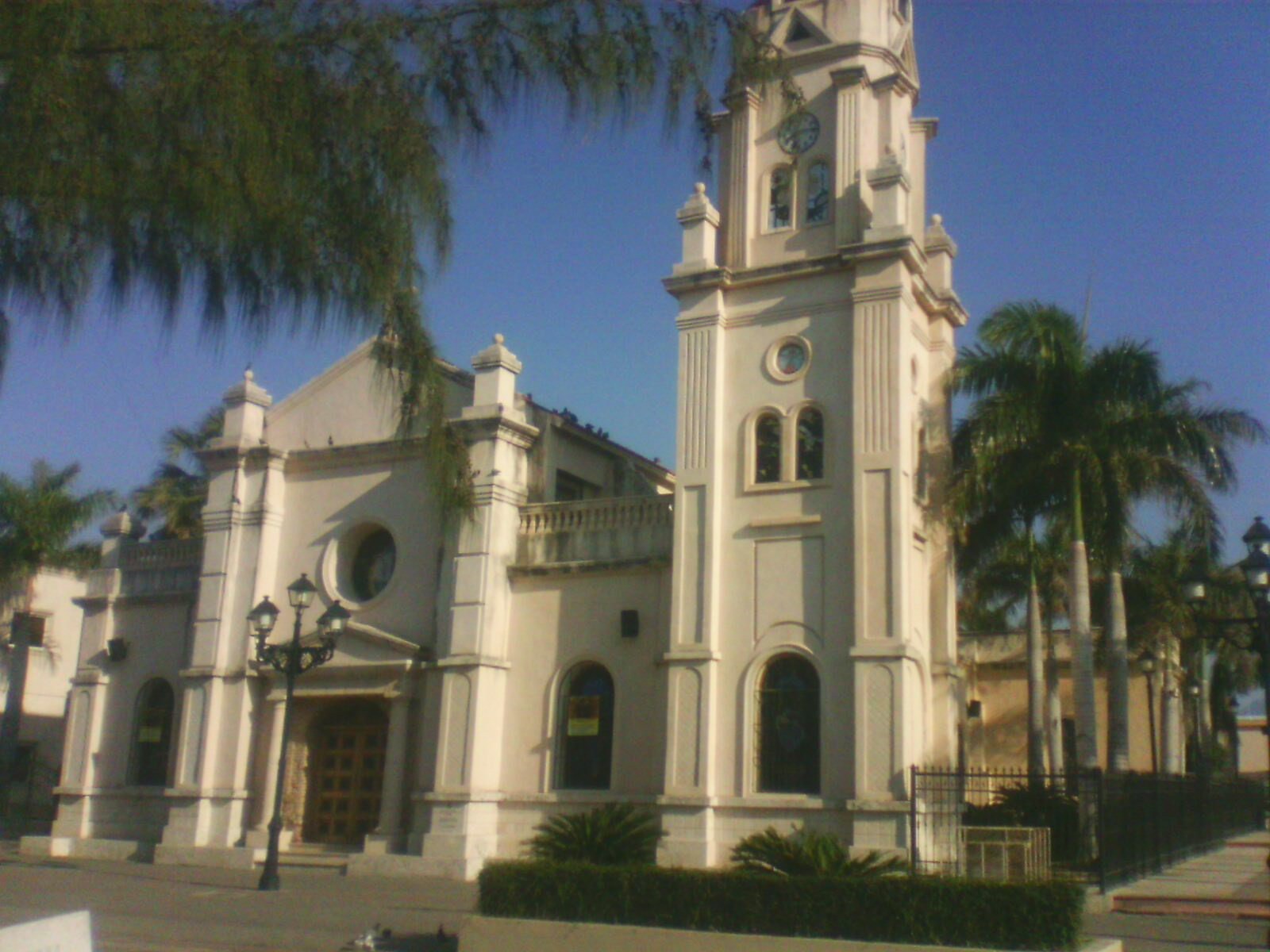
Catedral Nuestra Señora de Regla en Baní, República Dominicana

La Virgen de Regla o Nuestra Señora de Regla es una advocación mariana de la Iglesia católica venerada en diversos países, principalmente en Cuba, República Dominicana y España.

## En España
En España una imagen de la Virgen de Regla se encuentra en la villa de Chipiona, en la comunidad autónoma de Andalucía. Se trata de una escultura de unos 62 cm de alto, realizada en madera, de estilo románico, que sigue la iconografía mariana de las vírgenes negras. 
La leyenda dice que San Agustín de Hipona, (vivió en África entre los años 360 y 436) había tenido una revelación de un ángel, quien le mandó tallar una imagen de la Virgen. La imagen fue llevada a España por su discípulo Cipriano que desembarcó en Chipiona, donde se venera una imagen de la Virgen de Regla, después de sortear una feroz tormenta en el estrecho de Gibraltar. Por este suceso, y con el tiempo, se hizo patrona de los hombres de la mar. En su haber se dice que se han realizado abundantes hechos prodigiosos, curaciones y milagros.
En otros lugares de Andalucía se conserva la presencia de la devoción a Nuestra Señora de Regla, como por ejemplo en la iglesia de la Virgen de Regla, en Huécija, y entre los cofrades de la hermandad de los Panaderos de Sevilla, que la veneran como patrona. También en Canarias existe la Ermita de Nuestra Señora de Regla en La Vegueta, Tinajo; la Ermita de Nuestra Señora de Regla en Pájara; la Ermita de Nuestra Señora de Regla en Santa Cruz de Tenerife; etc. Asimismo la catedral de León tiene la advocación de Santa María de Regla.

## En México
Nuestra Señora de la Regla es la virgen patrona de la ciudad de Chihuahua, compartiendo patronazgo con San Felipe Apóstol y San Francisco de Asís, estos dos últimos santos tienen sus respectivos templos. La virgen de Regla se venera en la Catedral metropolitana, pero en los años 70´s se le edificó una capilla especial para conmemorarla.

## En Cuba
En Cuba, en Guaicanamar se edificó una ermita de mampostería donde se entronizó una imagen de la Virgen de Regla proveniente de España, y llevada por el sargento mayor Pedro de Aranda, siendo objeto de mucha devoción desde entonces, dándole nombre al caserío de Regla y siendo proclamada patrona del lugar el 26 de diciembre de 1714. 

### En la santería
En el sincretismo de la religión afrocubana de origen Yorùbá conocida como la Santería o religión Lucumí, la Virgen de Regla es asociada a Yemayá, la diosa de mar. En África, Yemayá (Yemọja en la lengua Yorùbá) es una deidad principalmente del mar.

## En Filipinas
Desde 1735 la población filipina de Opón, actual Lapu - Lapu, en Cebú, existe la devoción a Nuestra Señora de Regla. A este lugar fue llevada por el misionero agustino Francisco Aballe (1694-1759). Después de la II Guerra Mundial se levantó una nueva iglesia bajo la advocación de Nuestra Señora de Regla, al tiempo que se formó una nueva imagen en madera policromada.

## Templos bajo su advocación
- Santuario de Nuestra Señora de Regla (Chipiona, Cádiz, España)
- Ermita de Nuestra Señora de Regla (La Vegueta, Lanzarote, España)
- Ermita de Nuestra Señora de Regla (Pájara, Fuerteventura, España)
- Ermita de Nuestra Señora de Regla (Santa Cruz de Tenerife, España)
- Catedral de Santa María de Regla (León, España)
- Catedral de la Santa Cruz, Nuestra Señora de Regla, y de San Francisco de Asís (Chihuahua, México)
- Ermita de Regla (Shrine of Regla). Santuario Nacional de Nuestra Señora de Regla. Patrona de la Pequeña Habana, en Miami.
- Santuario Diocesano de Nuestra Señora de Regla, en Tovar (Venezuela).
- Catedral Nuestra Señora de Regla, en Baní (República Dominicana).
- Capilla parroquial de Nuestra Señora de Regla (Sograndio de Proaza, Asturias, España)
- Parroquia Virgen María de Regla, en (Soledad, Atlántico, Colombia)
- Capilla de La Regalina (diminutivo de Riégala-Regla en asturiano), en Cadavedo-Valdés,[Asturias]], España

## Estudios de referencia
- Diego de Carmona Bohórquez, Historia sacra de Nuestra Señora de Regla. Edición, presentación, notas e índices de Rafael Lazcano. (Publicaciones del Instituto Teológico de Murcia, OFM. Serie Mayor, 71). Editorial Espigas, Murcia, 2019, 735 pp. ISBN 978-84-85888-74-0

- Rafael Lazcano, "Historia, leyenda y devoción a Nuestra Señora de Regla", en Advocaciones Marianas de Gloria. Actas del Simposium, San Lorenzo de El Escorial, 6 al 9 de septiembre de 2012. Ediciones Escurialenses. San Lorenzo de El Escorial 2012, vol. I, pp. 621-640, 5 ilustr. ISBN 978-84-15659-00-6